# Blodchampinjon
Blodchampinjon (Agaricus langei) en svamp i familjen Agaricaceae av ordningen skivlingar.
Blodchampinjonen är en kraftigt välvd svamp med en hattbredd mellan 6 och 15 centimeter och en tämligen tjock fot upp till 12 centimeter hög. Hatten har bruna fjäll mot en ljust beige botten. Som hos de flesta champinjoner är skivorna rosa hos de unga svamparna, senare mörknande mot mörkbrunt. Köttet rodnar kraftigt i snittytor. Sporerna är svartbruna, släta, avlånga och omkring 6 * 4 μm i storlek.
Den är mindre allmän, men finns i större delen av Sverige där den gärna växer under granar eller i lövskog.
Blodchampinjonen är ätlig och god. Det har dock på senare tid varnats för att bruna champinjoner kan innehålla giftiga nitraminer och därför bör undvikas (Mossberg).